# David Alpay
David Alpay es un actor canadiense, más conocido por haber interpretado a Mark Smeaton en la serie The Tudors.

## Biografía
En el 2005 asistió en la universidad de Toronto. David toca el violín.

## Carrera
En el 2007 interpretó a Roderick Stelmakie en la serie Billable Hours.
En el 2008 apareció en la primera temporada de la serie The Tudors donde interpretó a Mark Smeaton, un músico de la corte del rey Henry VIII de Inglaterra y de la reina Anne Boleyn. Mark fue uno de los cinco hombres que fueron ejecutados por supuestamente cometer traición y adulterio con la reina Anne.
Entre el 2009 y el 2011 apareció como invitado en series como Crash, Miami Medical, Fairly Legal y en Rizzoli & Isles donde interpretó a Grayson Bennett.	
En el 2012 apareció como personaje recurrente en la segunda temporada de la serie The Borgias donde interpretó al Príncipe Calvino Pallivinci di Genova, un pretendiente de Lucrecia Borgia (Holliday Grainger).
Ese mismo año se unió al elenco de la serie Americana donde interpretaría a Jesse Soulter, el hijo mayor del legendario diseñador Robert Soulter (Anthony LaPaglia) y copresidente de "Americana", sin embargo después de que la cadena ABC vio el piloto de la serie decidió no escogerla y fue cancelada.
En el 2012 se unió al elenco recurrente de la serie The Vampire Diaries donde interpretó al profesor Atticus Shane, hasta el 2013.
En el 2014 se unió al elenco principal de la serie The Lottery donde interpretó al doctor James Lynch, un colega y ayudante de laboratorio de la científica Alison Lennon (Marley Shelton), hasta el final de la serie luego de que fuera cancelada tras finalizar su primera temporada.
El 5 de enero de 2017 se anunció que se había unido al elenco principal de la nueva serie The Haunted donde dará vida a Virgil Bradley, el segundo hermano, un motivado litigante corporativo y hombre de familia cuya vida y carrera comienzan a desentrañarse luego de la muerte de sus padres.

## Filmografía

### Series de televisión
| Año             | Título                         | Personaje           | Notas                              |
| --------------- | ------------------------------ | ------------------- | ---------------------------------- |
| 2017 - presente | The Haunted                    | Virgil Bradley      | -                                  |
| 2014            | The Lottery                    | Dr. James Lynch     | 10 episodios                       |
| 2014            | Motive                         | Ian Weaver          | episodio "Raw Deal"                |
| 2013            | CSI: Crime Scene Investigation | Ryan Bonham         | episodio "The Lost Reindeer"       |
| 2013            | Drop Dead Diva                 | Frank Neubaueri     | episodio "The Kiss"                |
| 2013            | Perception                     | Sario Donati        | episodio "Defective"               |
| 2013            | Royal Pains                    | Santi               | episodio "Vertigo"                 |
| 2012 - 2013     | The Vampire Diaries            | Prof. Atticus Shane | 12 episodios                       |
| 2012            | Americana                      | Jess Soulter        | episodio "Piloto"                  |
| 2012            | The Borgias                    | Príncipe Calvino    | 4 episodios                        |
| 2011            | Rizzoli & Isles                | Grayson Bennett     | episodio "Bloodlines"              |
| 2011            | Fairly Legal                   | Eric Malloy         | episodio "My Best Friend's Prenup" |
| 2010            | Miami Medical                  | Zan                 | episodio "What Lies Beneath"       |
| 2009            | Crash                          | Niles Welch         | episodio "Master of Puppets"       |
| 2000            | Dollhouse                      | Seth                | episodio "True Believer"           |
| 2008            | The Tudors                     | Mark Smeaton        | 9 episodios                        |
| 2007            | Billable Hours                 | Roderick Stelmakie  | 7 episodios                        |
| 2005            | Slings and Arrows              | Patrick             | 5 episodios                        |
| 2005            | Kevin Hill                     | Donnelly            | episodio "Losing Isn't Everything" |
| 2004            | Wild Card                      | Jack                | episodio "A Felony for Melanie"    |

### Películas
| Año  | Título                           | Personaje            | Notas                                                                                         |
| ---- | -------------------------------- | -------------------- | --------------------------------------------------------------------------------------------- |
| 2015 | TVZ: Repossessed                 | Greg Abernathy       | junto a Brigid Brannagh, Carrie Genzel, Kris Lemche, Dimitri Diatchenko & Mia Faith           |
| 2012 | Americana                        | Jesse Soulter        | junto a Emilie de Ravin, Ashley Greene, Annabeth Gish, Anthony LaPaglia & Christopher Cousins |
| 2011 | Weekends at Bellevue             | Ben Jacobs           | junto a Lauren Ambrose, Eric Winter & Janet McTeer                                            |
| 2009 | Unstable                         | Woody Monroe         | junto a Shiri Appleby & Charlotte Sullivan                                                    |
| 2008 | Inconceivable                    | Mark Henderson       | junto a Lothaire Bluteau, David Sutcliffe & Colm Feore                                        |
| 2007 | Closing the Ring                 | Chuck                | junto a Mischa Barton, Gregory Smith, Shirley MacLaine & Christopher Plummer                  |
| 2007 | All Hat                          | Paulie Stanton       | junto a Luke Kirby, Keith Carradine, Noam Jenkins & Lisa Ray                                  |
| 2006 | Man of the Year                  | Danny                | junto a Robin Williams, Christopher Walken & Laura Linney                                     |
| 2005 | Category 7: The End of the World | Billy Chamber        | junto a Gina Gershon, Cameron Daddo, Shannen Doherty & Randy Quaid                            |
| 2005 | Burnt Toast                      | Bill                 | junto a Colm Feore, Liane Balaban, Paul Gross & Dan Redican                                   |
| 2005 | Martha Behind Bars               | Douglas Faneuil      | junto a Cybill Shepherd, Gale Harold & Sabine Singh                                           |
| 2005 | Anniversary Present              | Lonnie Dobbs         | corto - junto a Liane Balaban & Laura Fenton                                                  |
| 2005 | Sabah                            | Mustafa              | junto a Arsinée Khanjian, Shawn Doyle & Jeff Seymour                                          |
| 2005 | Whiskey Echo                     | Dr. Carlo Scanchelli | junto a Joanne Kelly, Dominique McElligott & Jason Barry                                      |
| 2002 | Ararat                           | Raffi                | junto a Simon Abkarian, Charles Aznavour, Christopher Plummer & Elias Koteas                  |

### Productor y narrador
| Año  | Película/Series        | Notas               |
| ---- | ---------------------- | ------------------- |
| 2012 | Art Officially Favored | productor ejecutivo |
| 2009 | Ten for Grandpa        | narrador            |

## Premios y nominaciones
| Año  | Categoría                                                                         | Premio       | Serie          | Resultado |
| ---- | --------------------------------------------------------------------------------- | ------------ | -------------- | --------- |
| 2008 | Best Ensemble Performance in a Comedy Program or Series (episodio "Monopoly Man") | Gemini Award | Billable Hours | Nominado  |
| 2003 | Best Performance by an Actor in a Leading Role                                    | Genie Award  | Ararat         | Nominado  |